# Amal Aden

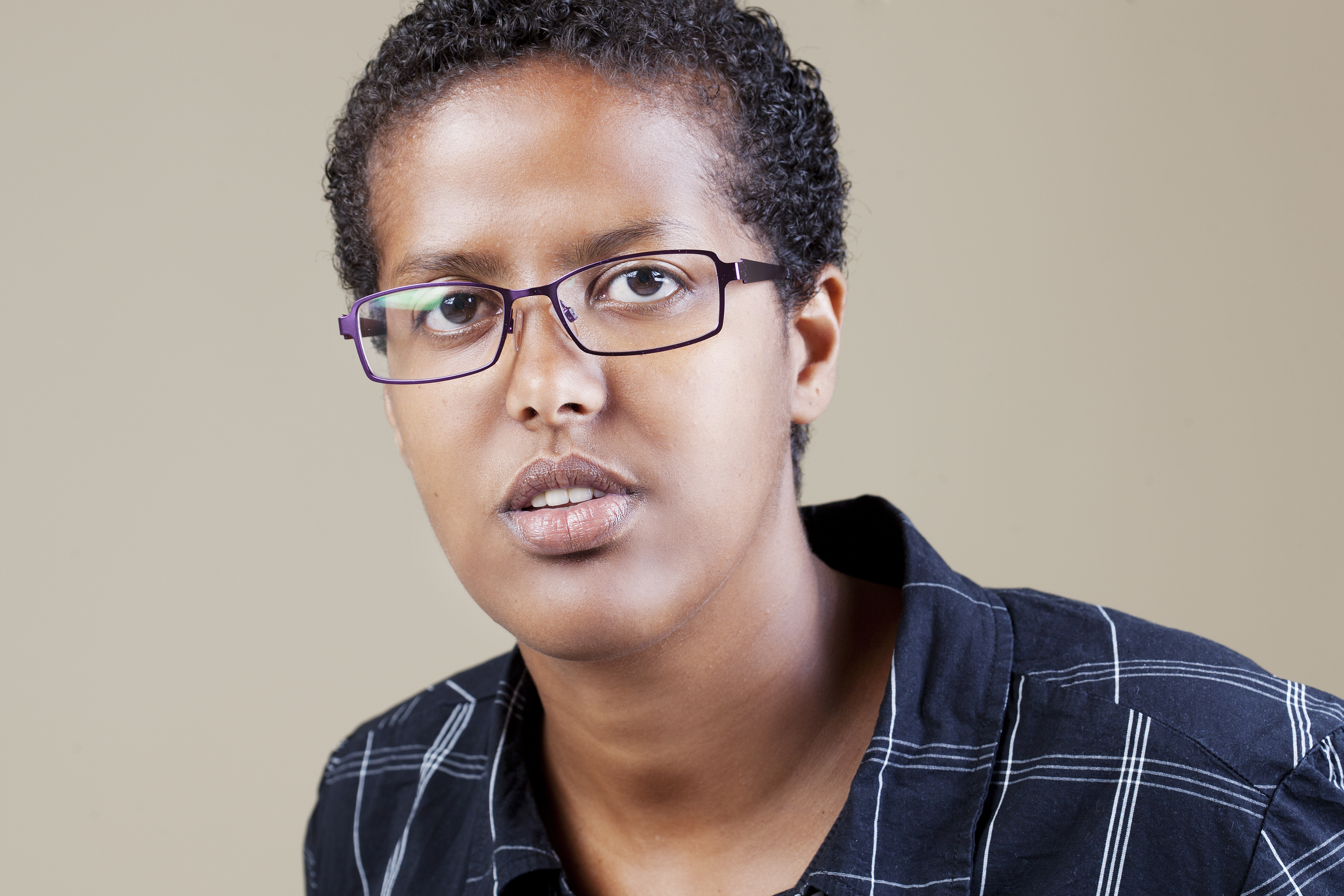
Amal Aden, 2012

Amal Aden (* 1983 in Somaliland) ist eine norwegisch-somalische Autorin und Aktivistin für Gleichstellung, Integrations- und LGBT-Themen. Amal Aden ist ihr Pseudonym.

## Leben
Aden wurde im Jahr 1983 in Somaliland geboren, wo sie lange Zeit auf der Straße lebte. Sie kam im August 1996 als Flüchtling ohne Eltern nach Norwegen. Bei ihrer Ankunft konnte sie nach eigenen Aussagen weder lesen noch schreiben. Ihre Familie ließ sich in Oslo nieder, Aden wurde jedoch aus der Wohnung geworfen und rutschte ins Drogenmilieu ab. Im Jahr 2008 veröffentlichte sie ihr erstes Buch mit dem Titel Se oss, in dem sie über Somalier in Norwegen schrieb. Das Werk führte zu einer größeren öffentlichen Debatte über Integration in Norwegen. In ihrem 2009 erschienenen Werk Min drøm om frihet schrieb sie über ihre eigene Jugend in Somalia und die Zeit im Osloer Drogenmilieu. Im selben Jahr schrieb sie auch das Integrationshandbuch ABC i integrering. Für ihre Kritik am norwegischen Einwanderungs- und Integrationssystem erhielt sie im 2010 den Zola-prisen. Der Preis wird an Personen verliehen, die Bedrohungen der Demokratie und der Menschenrechte in Norwegen aufdecken.
Im August 2011 gab Aden in einem Beitrag für die Zeitung Aftenposten bekannt, dass sie eine lesbische Muslima sei. Im Jahr 2012 veröffentlichte sie das Buch Om håpet glipper er alt tapt, in welchem sie über die Probleme homosexueller Einwanderer in Norwegen schrieb. Für ihre Arbeit erhielt sie im Jahr 2013 den Amnestyprisen, einen vom norwegischen Zweig der Menschenrechtsorganisation Amnesty International verliehenen Preis. Aden erklärte, dass ihre sexuelle Orientierung keine Privatsache sei und sie sich geoutet habe, nachdem ein homosexueller somalischstämmiger Teenager ihr nach einem Vortrag erklärte, er würde lieber sterben als sich outen. Aufgrund ihrer Tätigkeit erhielt sie zahlreiche Todesdrohungen. In Interviews gab sie im Jahr 2013 an, dass es für sie nicht möglich sei, sich alleine in den Straßen Oslos zu bewegen.
Mit Jacyl er kjærlighet på Somali, einem auf echten Begebenheiten basierenden Liebesdrama, schrieb sie gemeinsam mit Håvard Syvertsen ihr Romandebüt. Das Werk wurde 2015 veröffentlicht.

## Positionen
Neben ihrer Tätigkeit als Buchautorin hält sie Vorträge und arbeitet als Kolumnistin. In einem Beitrag für die Zeitung Dagbladet im Oktober 2016 kritisierte sie diejenigen Einwanderer, die sich nicht integrationsbereit zeigen. Aden erklärte später in Bezug auf diesen Beitrag, dass damit nur ein kleiner Anteil der Immigranten gemeint war, dieser Teil jedoch mit dazu führe, dass sich die Diskriminierung auch gegenüber integrationswilligen Einwanderern verstärke. Im November 2019 sprach sie sich für ein Verbot von sogenannten Konversionstherapien für homosexuelle Personen aus. Aden bezeichnete es als eine „Schande“, dass man im Jahr 2019 in Norwegen noch über dieses Thema diskutieren müsse.

## Auszeichnungen
- 2010: Zola-prisen
- 2013: Amnestyprisen
- 2014: Erik Byes minnepris[8]
- 2016: Gina-Krog-prisen

## Werke
- 2008: Se oss – bekymringsmelding fra en norsksomalisk kvinne
- 2009: ABC i integrering. 111 gode råd om hvordan alle kan bli fullverdige borgere av det norske samfunnet
- 2009: Min drøm om frihet
- 2011: Det skal merkes at de gråter – Om likestilling blant somaliere i Norge
- 2012: Om håpet glipper er alt tapt. Homofile flyktninger.
- 2015: Jacyl er kjærlighet på Somali (mit Håvard Syvertsen)